# مستشفى صحة الافتراضي
مستشفى صحة الافتراضي هو مستشفى افتراضي سعودي، يعمل بطريقة التطبيب عن بعد، يأتي ضمن المبادرات الصحية المنبثقة عن رؤية المملكة 2030. يقدم خدماته التخصصية المتقدمة لأكثر من (130) مستشفى حول المملكة، في 34 تخصصًا دقيقًا وفرعيًا.
يعد أكبر مستشفى افتراضي في العالم، والأول من نوعه على مستوى منطقة الشرق الأوسط، كما يضم أفضل الاستشاريين والاختصاصيين والممارسين الصحيين في التخصصات النادرة والمعقدة، ويستوعب حوالي 500 ألف مستفيد في العام، ويقدم الاستشارات والتوصل إلى حلول تغني المريض من مشقة الانتقال إلى المستشفى من خلال تواصله مع الأطباء عن بعد، إضافةً إلى نقل الخبرات بين الأطباء والمختصين، وإتاحة أفضل الاستشاريين في كافة المدن والقرى عبر الطب الاتصالي.
مستشفى صحة الافتراضي يغطي حالياً أكثر من 9 تخصصات أساسية و25 تخصصاً فرعياً، ويعتزم التوسع في هذه التخصصات مستقبلاً، ومن المتوقع أن تصل طاقته الاستيعابية لمئات الآلاف من المرضى في السنة الواحدة.
تتوفر في المستشفى التقنيات الحديثة، حيث تشمل الحساسات الطبية والذكاء الاصطناعي التي تساعد الكادر الطبي على متابعة حالة المريض حتى وإن كانت المسافة بينهما آلاف الكيلومترات، وقيامه ببعض التدخلات الطبية، مثل التعامل مع الجلطات والأمراض التشخيصية المعقدة والنادرة، ودعم العمليات الجراحية، وكذلك متابعة الحالات الحرجة.